# 塞维利亚美术博物馆

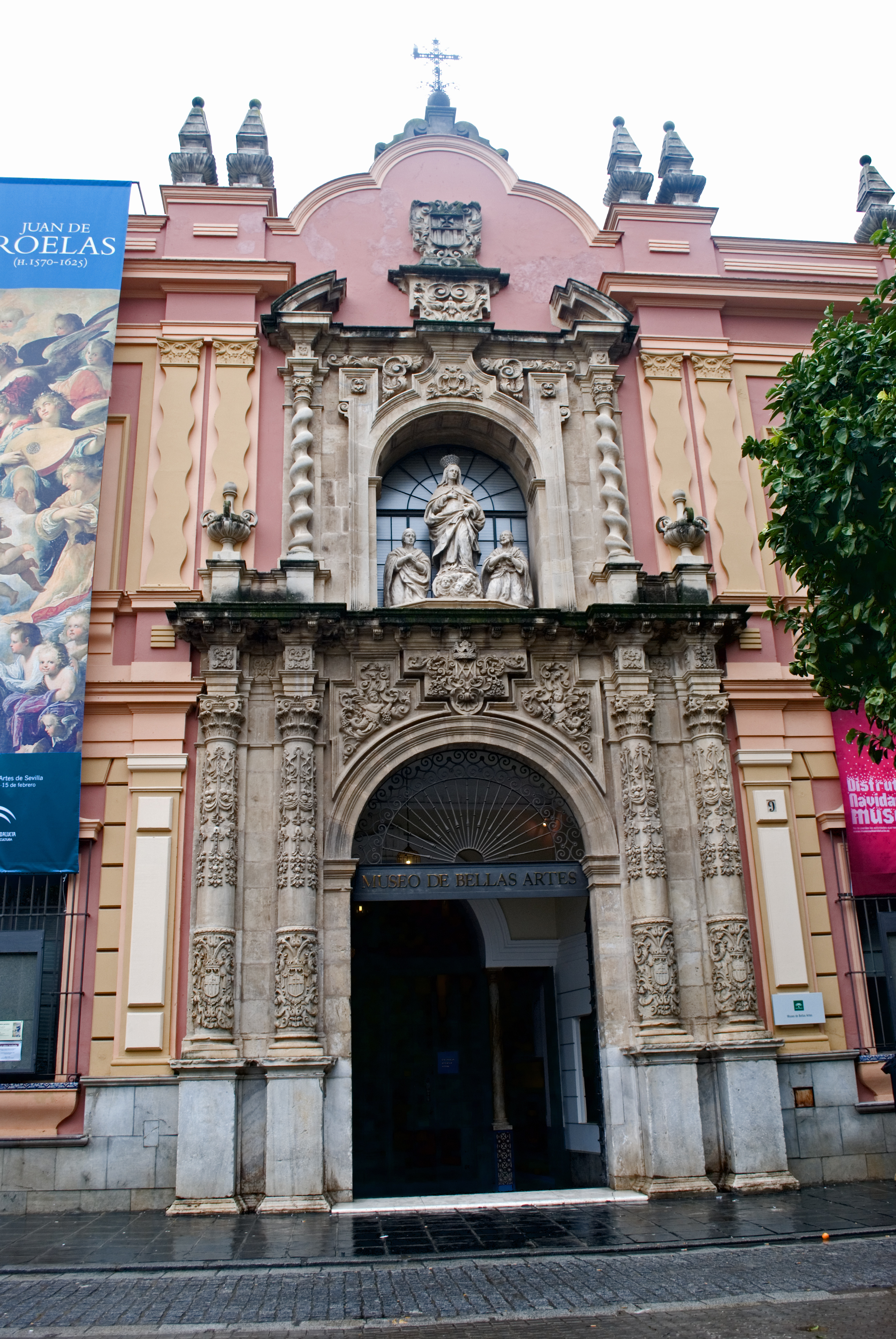
塞维利亚美术博物馆

塞维利亚美术博物馆（西班牙語：Museo de Bellas Artes de Sevilla）是西班牙塞维利亚的一个博物馆，主要收藏 从中世纪到20世纪初西班牙的视觉艺术，包括17世纪所谓的塞维利亚绘画黄金时代的作品。
博物馆成立于1839年，西班牙没收修道院之后，收集自全国各地。博物馆的所在地原来是Merced Calzada de la Asunción修道院，创建于斐迪南三世在位期间，17世纪初由建筑师胡安·德·奥维多大幅度改建。